# 北京航空航天大学校友列表
北京航空航天大学校友列表列举在北京航空航天大学曾就学和任教的校友。
北京航空航天大学的校友联络部门是校友总会。根据北京航空航天大学校友总会章程，北京航空航天大学的校友包括：北京航空航天大学（包括北京航空学院和北航建校前原清华大学、北洋大学、厦门大学、四川大学、云南大学、西北工学院、华北大学工学院的航空系和西南工业专科学校航空科）的历届毕业或肄业的本科生、研究生、大专生、进修生、走读生、函授生、夜大学生、代培生、特别班的短训班学生以及历年的教师、职工、干部、兼职教师、进修教师、名誉教授和顾问教授等。

## 建校元老
北京航空学院是1952年10月25日由清华大学等八校航空系科合并而成，本段单独列出为北京航空学院创办有贡献的部分人士。
- 武光(1912－2015)：教育家；北京航空学院第一任院长，后任中国社会科学院副院长
- 沈元(1916－2004)：中国科学院院士，空气动力学家，航空工程学家，航空教育家；建校时任副院长兼研究部主任，后任北京航空学院院长、名誉院（校）长
- 杨待甫(1920?－1966?)：政治家，教育家；早年在晋冀鲁豫边区参加革命工作，建校时任副院长、党总支书记、教务长，主持建校初期的领导工作，后又协助创办昆明航空工业学校和成都电讯工程学院，文革时被迫害致死
- 周天行(1920－1992)：政治家，教育家：1954年任北京航空学院第一任党委书记，后又两度回到北航任职
- 王俊奎(1908－1998)：固体力学家，航空工程教育家；建校时任副教务长，后任图书馆馆长、第二分院院长、中国复合材料学会理事长
- 屠守锷(1917－2012)：中国科学院院士，火箭和结构强度技术专家；建校时任副教务长，后调入国防部第五研究院，主持中国的导弹研制
- 宗凤鸣(1920－2010)：教育家，持不同政见者；建校时为政治辅导处主任，后任北京航空学院党委副书记，晚年时致力于整理赵紫阳晚年思想
- 林士谔(1913－1987)：自动控制学家；北航陀螺研究室（今天的仪器学院）创始人
- 王洪星(1915－2018)：机械学家；北航机械原理及机械零件教研室（现在是机械学院的一部分）负责人
- 王绍曾(1912－1997)：航空教育家；北航发动机系（今天的能源动力学院）的创始人
- 吴云书(1918－2014)：材料科学与工程专家；北航航空冶金专业（今天的材料学院）创始人
- 饶国璋(1899－1968)：热加工工艺专家；早年参与设计和制造的中国第一架飞行教练机“成功第一号”，建校后参与筹建航空冶金专业
- 张锡圣(1920－2007)：发动机专家；参与筹建了航空发动机系，并先后在该系及全院担任管理职务
- 陆士嘉(1911－1986)：流体力学家，教育家，同时也是知名音乐人高晓松的外祖母；北航空气动力学专业（现在是航空学院的一部分）的创始人
- 唐榮錫(1928－2020)：航空製造专家，中國CAD/CAM和計算機圖形學之父；参与筹建了航空飛机系，航空製造教研室主任

## 北航历任校领导
根据定义，校长、党委书记自然是北航校友；本段仅列举那些曾在北航就读的校领导。
- 曹淑敏(1966－)：北航1985级本科，1989级研究生；北京航空航天大学党委书记（2017.12－）；中共十八届、十九届中央候补委员，国家科学技术进步特等奖获得者
- 张军(1965－)：北航1983级本科，1987级研究生，2001年在北航获博士学位；曾任北京航空航天大学党委书记（2015.9－2017.12）；中国工程院院士，航空交通工程技术专家，中共十九届中纪委委员，北京理工大学校长（2017.12－），国家技术发明一等奖获得者[2]
- 怀进鹏(1962－)：1993年在北航获博士学位；曾任北京航空航天大学校长（2009.6－2015.2）；中国科学院院士，中共十九届中央委员，中国科协党组书记（2017- ）
- 沈士团(1940－)：北航1958级本科；曾任北京航空航天大学校长（1988.7－2002.1）；无线电遥测专家，曾任全国政协委员
- 朱开轩(1932－2016)：北航1953级本科；曾任北京航空学院党委书记（1982.11－1985.6）；中共十三、十四届中央候补委员，国家教育委员会主任（1993－1998）

## 科技工作者
- 王永志：国际宇航科学院院士，中国工程院院士，中国载人航天工程总设计师，国家最高科学技术奖获得者
- 戚发轫：国际宇航科学院院士，中国工程院院士，“神舟”号系列载人飞船总设计师，国家科学技术进步特等奖获得者
- 沈力平：国际宇航科学院院士，中国载人航天工程副总设计师，中国载人航天工程航天员系统总指挥，少将
- 刘继忠：国际宇航科学院院士，探月工程副总指挥
- 王德臣：国际宇航科学院院士，中国运载火箭技术研究院副院长，长征二号捆绑式火箭、长征三号甲运载火箭总设计师，国家科学技术进步特等奖获得者[3]
- 王珏：国际宇航科学院院士，中国航天科技集团公司长征五号运载火箭总指挥
- 陶宝祺：中国科学院院士，智能材料结构专家
- 蔡睿贤：中国科学院院士，工程热物理学家，民促中央副主席
- 崔尔杰：中国科学院院士，空气动力学家
- 王巍：中国科学院院士，导航、制导与控制专家
- 闫楚良：中国科学院院士，飞机结构可靠性专家
- 刘明：中国科学院院士，微电子科学与技术专家
- 包卫民：中国科学院院士，制导与控制专家，中国航天科技集团公司科技委主任
- 邓小刚：中国科学院院士，计算流体力学家，中共十九届中央候补委员，国防科技大学校长（2017-），少将
- 房建成：中国科学院院士，导航、制导与控制专家
- 刘大响：中国工程院院士，航空动力工程专家，中国航空工业集团公司科技委副主任，国家科学技术进步奖特等奖获得者
- 乐嘉陵：中国工程院院士，空气动力学家、航空航天工程专家
- 钟群鹏：中国工程院院士，机械（电）装备失效分析预测和预防专家
- 刘兴洲：中国工程院院士，冲压发动机专家
- 温俊峰：中国工程院院士，航空发动机专家
- 赵煦：中国工程院院士，飞行力学与控制专家
- 曾广商：中国工程院院士，飞行器控制系统专家，国家科学技术进步奖特等奖获得者
- 王浚：中国工程院院士，人机与环境工程技术专家
- 张福泽：中国工程院院士，飞机结构寿命与可靠性专家
- 陈懋章：中国工程院院士，航空发动机专家
- 尹泽勇：中国工程院院士，航空发动机专家，中国航空工业集团公司副总工程师、科技委副主任、大飞机国产发动机验证机项目总设计师[4]
- 陈福田：中国工程院院士，弹道导弹技术专家，东风-15短程弹道导弹总设计师
- 唐长红：中国工程院院士，中国航空工业集团公司首席技术专家，歼轰-7A（飞豹）总设计师，大型运输机运-20总设计师
- 甘晓华：中国工程院院士，航空发动机专家，空军装备研究院总工程师
- 陈祥宝：中国工程院院士，材料科学家、复合材料专家
- 樊会涛：中国工程院院士，空空导弹专家，中国空空导弹研究院总设计师，霹雳系列导弹总设计师
- 杜彦良：中国工程院院士，大型工程结构状态监测与安全控制专家
- 李仲平：中国工程院院士，航天复合材料专家
- 杨宝奎：中国工程院院士，飞航导弹武器系统总体设计专家，中国飞航技术研究院无人机总设计师
- 孙聪：中国工程院院士，中国航空工业集团公司副总工程师，歼-11战斗机、歼-15舰载机、歼-31战斗机（鹘鹰）总设计师
- 向巧：中国工程院院士，中国人民解放军第五七一九工厂厂长
- 吴光辉：中国工程院院士，中国商用飞机有限责任公司副总经理，C919客机总设计师
- 唐立：中国工程院院士，北京应用物理与计算数学研究所研究员
- 王昂：中国航空工业第一集团公司科技委主任，原航空航天工业部副部长、总工程师（1985-1993），中国人民解放军科研试飞英雄，第一代空军试飞员
- 张新国：中国航空工业集团公司副总经理、CIO，中国航空研究院院长
- 李屹东：中国航空工业集团翼龙系列无人机总设计师
- 罗阳：沈阳飞机工业（集团）有限公司董事长兼总经理，歼-15舰载机研制现场总指挥，航空工业英模，烈士
- 刘志敏：中国航空工业集团沈阳飞机设计研究所（601所）所长
- 季晓光：中国航空工业集团成都飞机设计研究所（611所）所长
- 周振国：西安飞机工业集团技术中心首席专家，轰-6H轰炸机总设计师
- 金其明：中国航天科技集团公司总工程师
- 王忠贵：中国载人航天工程副总设计师，探月工程二期工程副总设计师
- 施金苗：长征二号丁运载火箭、长征四号运载火箭总指挥，风云二号卫星总指挥
- 范瑞祥：中国航天科技集团公司一院运载火箭总设计师，长征二号丙系列火箭总设计师，长征七号运载火箭总设计师
- 荆木春：中国航天科技集团公司一院火箭系统总设计师，长征二号F运载火箭总设计师，神舟七号运载火箭系统总设计师
- 贺祖明：长征三号甲运载火箭、长征三号乙运载火箭、长征三号丙运载火箭总设计师，探月工程运载火箭系统总设计师
- 岑拯：中国航天科技集团公司长征三号甲运载火箭总指挥，探月工程运载火箭系统总指挥，长征九号运载火箭总指挥
- 张智：中国航天科技集团公司一院长征十号运载火箭总设计师、长征九号运载火箭总设计师、长征二号F运载火箭总设计师
- 辛万青：中国航天科技集团公司东风-21D反舰弹道导弹总设计师，航天功勋奖获得者[5]
- 李东：中国航天科技集团公司长征五号运载火箭总设计师
- 白明生：中国航天科技集团公司天舟一号货运飞船总设计师
- 李陟：中国航天科工集团第二研究院科技委主任，红旗-19大气层内外反导导弹总设计师
- 朱坤：中国航天科工集团第三研究院科技委副主任，鹰击-18反舰导弹总设计师，国家科技进步特等奖获得者
- 余陪军：西安卫星测控中心副司令员、总工程师
- 詹虎：中国科学院国家天文台首席科学家
- 吴剑旗：中国电子科技集团首席专家，研制出世界上首个反隐身先进米波雷达
- 高歌：工程热物理及流体力学专家，国家技术发明一等奖获得者
- 杨为民：中国可靠性系统工程的奠基者和专家
- 桂海潮：中国第三批航天员（载荷专家），北京航空航天大学宇航学院航天飞行器技术系教授、博士生导师

## 党政军领导干部

### 中央
- 李沛瑶：民革中央主席，第八届全国人大常委会副委员长（1993-1996）
- 张玉台：中共十六、十七届中央委员，国务院发展研究中心主任、党组书记（2007-2013）
- 刘积斌：中共十四、十五届中纪委委员，国防科学技术工业委员会主任、党组书记（1998-2003）
- 金壮龙：中共十七、十八届中央候补委员，十九届中央委员，中央军民融合办常务副主任（2017- ），中国商用飞机有限责任公司董事长（2012-2017 ）
- 石生龙：中共十八届中纪委委员，中纪委驻住建部纪检组组长（2014- ）
- 张富有：中华全国总工会书记处书记（1983-1993）
- 于泽荣：中央社会主义学院常务副院长、党组副书记（2000- ）
- 周建：环境保护部副部长（2008-2014）
- 戴光前：人事部副部长（2002-2005）
- 薛利：中共中央巡视组副部级巡视专员（2016- ）
- 贺军科：中共十九届中央候补委员，全国青联主席，共青团中央书记处常务书记（2013- ）

### 地方
- 李溪溥：中共十二届中央委员，陕西省人大常委会主任（1988-1993）
- 张庆伟：中共十六、十七、十八、十九届中央委员，黑龙江省委书记（2017- ）
- 袁家军：中共十七届中央候补委员，十九届中央委员，二十届中央政治局委员，浙江省省长、中共浙江省委副书记（2017- ），探月工程副总指挥，载人航天工程飞船系统总指挥
- 蓝天立：中共十九届中央候补委员，广西壮族自治区政协主席（2018- ）
- 姜志刚：中共十九届中央候补委员，中共宁夏回族自治区党委副书记、银川市委书记（2017- ）
- 程连元：中共十九届中央候补委员，中共云南省委常委、昆明市委书记（2016- ）
- 范肖梅：中共陕西省委副书记，陕西省人大常委会副主任（1998-2003）
- 赵海山：天津市副市长（2015- ）
- 刘可为：宁夏回族自治区副主席（2016- ）
- 吴忠琼：江西省副省长（2018- ）
- 唐晓青：全国妇联副主席、北京市政协副主席（2003-2018）
- 傅惠民：民革中央副主席，北京市政协副主席（2013-2018）
- 徐文彦：广西自治区政协副主席，总工会主席（2002-2008）
- 姜兴和：广西自治区政协副主席，自治区党委统战部部长（2002-2008 ）
- 刘也强：贵州省政协副主席（2005-2009）
- 陈敏：贵州省政协副主席（2011-2018 ）
- 燕瑛：北京市政协副主席（2018- )
- 金兴明：上海市政协副主席（2018- ）
- 陆晓春：中共上海市经济和信息化工作党委书记（2014- ）
- 于军：北京市海淀区区长（2016- ）
- 沈左权：宁夏回族自治区吴忠市委书记（2017- ）

### 军队
- 杨国梁：中共十二届、十三届中央候补委员，十四届、十五届中央委员，第二炮兵司令员（1992-2003），上将
- 尚宏：中共十九届中央委员，战略支援部队副司令员，中将
- 杨东明：空军副司令员，中将（2005-2012），杨成武之子，秦基伟女婿
- 辛毅：中央军事委员会科学技术委员会副主任，中将（2016- ）
- 刘弥群：空军指挥学院副院长，少将，刘伯承元帅之女
- 王世志：北京军区空军政治部主任，少将
- 李小奇：空军航空大学军事仿真技术研究所教授、总工程师，专业技术少将
- 刘旺：中国人民解放军航天员大队二级航天员，空军大校[6]
- 徐勇凌：国际级功勋试飞员，歼-10战斗机首席试飞员

### 国有企业
- 林左鸣：中共十八届中央委员，中国航空工业集团公司董事长、党组书记（2012- ）
- 曹建国：中共十九届中央候补委员，中国航空发动机集团有限公司董事长、党组书记（2016- ）
- 任洪斌：中共十九届中央候补委员，中国机械工业集团有限公司董事长
- 雷凡培：中共十九届中央候补委员，中国船舶集团董事长、党组书记
- 殷兴良：中国航天科技集团公司总经理、党组书记（2003-2007）
- 吴燕生：中国航天科技集团公司总经理、党组副书记（2004- ），国际宇航科学院院士
- 谭瑞松：中国航空工业集团公司总经理、党组副书记（2012- ）
- 李玉海：中国航空工业集团公司副总经理、党组副书记（2016- ）
- 吴献东：中国航空工业集团公司副总经理（2008- ）
- 张新国：中国航空工业集团公司副总经理（2008- ）
- 陈元先：中国航空工业集团公司副总经理（2017- ）
- 耿汝光：中国航空工业集团公司副总经理（2008-2017）
- 李耀：中国航空工业集团公司总会计师（2017- ）
- 顾惠忠：中国航空工业集团公司总会计师（2008-2017 ）
- 李方勇：中国航空发动机集团有限公司总经理、党组副书记（2016- ）
- 李跃：中国航天科工集团公司总经理、党组副书记（2016- ）
- 宋欣：中国航天科工集团公司副总经理（2013- ）
- 王云林：中国航天科工集团公司总会计师（2014- ）
- 李海：中国航空器材集团公司总经理、党委副书记（2002- ）
- 陈洪生：保利集团董事长、党组书记（2010-2013）
- 宋水云：西安飞机工业集团董事长、党委书记（2010-2014）
- 王文飞：贵州航空工业集团董事长、总经理（2016- ）
- 宗文波：上海航天技术研究院党委书记（2014- ）

### 高校
- 卢铁城：原四川联合大学、四川大学党委书记（1997-2004）兼校长（1997-2003）、四川省人大常委会副主任（1998-2002）
- 叶金福：西北工业大学党委书记（2001-2010）
- 申建军：首都经贸大学党委书记（2003-2008）
- 徐枞巍：合肥工业大学校长（2003-2015）
- 呼文亮：北京服装学院党委书记（2012-2014）
- 董健康：中国民航大学校长（2014- ）
- 王建中：北京建筑大学党委书记（2014- ）
- 陈坚：贵州大学党委书记（2015- ）

## 企业界
- 王祖同：晨讯科技集团总裁
- 段永基：四通集团董事长
- 孔东梅：父亲孔令华（孔从洲之子），母亲李敏（毛泽东与贺子珍之女），北京东润菊香书屋有限公司董事长
- 林菁：佳讯飞鸿电气股份有限公司董事长兼总经理
- 吉英存：北京经纬恒润科技有限公司总裁
- 廖理纯：晨拓集团董事长，环保人士
- 姜滨：歌尔声学董事长
- 李福祚：东阿阿胶董事长
- 郭信平：北京合众思壮科技股份有限公司CEO

## 其他知名人士
- 郭川：中国职业帆船第一人，第一个成就单人不间断环球航行伟业的中国人，2015年中国十佳运动员，2016年10月起于夏威夷海域失踪
- 韩爱晶：文化大革命时期北京红卫兵造反派五大领袖之一